# Clifford McLaglen
Clifford Henrick McLaglen, auch Clifford Hendrick McLaglen, (* 15. Juni 1892 in London-Stepney, Großbritannien; † 9. September 1978 in Huddersfield, West Yorkshire, Großbritannien) war ein britischer Schauspieler mit Karrierehöhepunkt beim deutschen Stummfilm der ausgehenden 1920er Jahre.

## Leben und Wirken
McLaglen war der jüngere Bruder von Victor McLaglen (Star und Nebendarsteller in zahlreichen John-Ford-Filmen) und stand sein Leben lang in dessen Schatten. Zu Beginn der 1910er Jahre verdiente sich Clifford seinen Lebensunterhalt als Arbeiter in einer Zinnmine in Cornwall. 1914, bei Ausbruch des Ersten Weltkriegs, wurde er eingezogen. Wieder zurück im Zivilleben fand er, anders als Victor, zunächst keinen Anschluss an das Filmgeschäft, sondern verdingte sich beim Zirkus, wo er mit Pferden arbeitete und Seiltricks vorführte, und in Varietés.
Schließlich fand auch Clifford den Weg die Kameras, und man gab dem attraktiven, hochgewachsenen McLaglen tragende Nebenrollen in britischen Filmen. In dem altrömischen Kriegsdrama „Boadicea“ trat er an der Seite seines jüngeren Bruders Cyril McLaglen auf, im selben Jahr (1927) war er in dem Wüstenmelodram „Der weiße Scheik“ Co-Star der Deutschland-erfahrenen Briten Lillian Hall-Davis und Warwick Ward sowie einer der Mitwirkenden in Alberto Cavalcantis in Paris gedrehtem Film „Yvette“. Daraufhin begann man auch in Berlin auf ihn aufmerksam zu werden und verpflichtete McLaglen für wichtige Rollen in Richard Oswalds Villa Falconieri und dem Bergsteigerdrama Der Kampf ums Matterhorn, wo er an der Seite von Luis Trenker auftrat. Ebenfalls 1928 spielte McLaglen in England unter der Regie von Hans Steinhoff in zwei deutsch-britischen Produktionen, Ein Mädel und drei Clowns und Nachtgestalten. 1929, im Jahr des Übergangs vom Stumm- zum Tonfilm, war er der Gegenspieler von Conrad Veidt in dem Australien-Drama Das Land ohne Frauen. Der deutschen Sprache nur unzureichend mächtig, bedeutete der endgültige Durchbruch des Tonfilms 1930 zugleich das Ende von McLaglens kurzer Deutschland-Karriere.
McLaglen ging daraufhin noch im selben Jahr für ein Rollenangebot an den Broadway in New York, doch bereits nach 23 Vorstellungen von der Komödie „An Affair of State“ am Broadhurst Theatre (November/Dezember 1930) wurde das Stück wieder abgesetzt. Anschließend kehrte er heim nach London. Dort konnte Clifford McLaglen kaum noch Angebote beim Film finden, und nach einer Kapitänsrolle an der Seite von Bela Lugosi in The Mystery of the Mary Celeste und einer weiteren in einer Inszenierung des aus Deutschland hierhin emigrierten Regisseurs Karl Grune war McLaglens Leinwandlaufbahn bereits 1936 beendet. Über seine späteren Lebensjahre ist kaum etwas bekannt, lediglich dass er im Zweiten Weltkrieg im Rang eines Majors gedient hat und an den Schutzmaßnahmen gegenüber Premierminister Winston Churchill bei dessen Island-Besuch 1941 teilgenommen haben soll. Außerdem gehörte McLaglen einer staatlichen Filmeinheit an. Über seine Tätigkeiten nach 1945 ist nichts bekannt.

## Filmografie
- 1923: In the Blood
- 1926: Forbidden Cargoes
- 1926: The Chinese Bungalow
- 1927: Der weiße Scheik (The White Sheik)
- 1927: Boadicea
- 1927: Yvette
- 1928: Der Kampf ums Matterhorn
- 1928: Villa Falconieri
- 1928: Ein Mädel und drei Clowns
- 1928: The Lost Patrol
- 1929: Nachtgestalten
- 1929: Die Schmugglerbraut von Mallorca
- 1929: Das Land ohne Frauen
- 1929: Don Manuel, der Bandit
- 1929: Sei gegrüßt, Du mein schönes Sorrent
- 1930: Fundvogel
- 1930: Großstadtpiraten
- 1933: The Bermondsey Kid
- 1935: Late Extra
- 1935: The Mystery of the Mary Celeste
- 1936: The Marriage of Corbal